# UTVA 75
UTVA 75 — поршневой самолёт общего назначения, разработан югославской фирмой УТВА совместно с фирмой Prva Petoletka-Trstenik, авиационно-техническом институтом и механическим факультетом Белградского университета. Базой для UTVA 75 послужила военная модификация самолёта UTVA 66. Прототип совершил первый полёт в мае 1976 года. В 1977 году началось серийное производство. До 1989 года фирмой UTVA было изготовлено 136 самолётов модели UTVA 75A21. С 1987 года заказчикам стала поставляться модификация UTVA 75A41. Всего построено около 200 самолётов UTVA 75 всех модификаций.
В ВВС Югославии самолёт использовался как учебно-тренировочный для начальной лётной подготовки и в качестве самолёта целеуказания. Может буксировать планёры. Крыло UTVA 75 имеет две точки подвески для вооружений небольшой массы.

## Модификации
- Utva 75 — двухместный учебно-тренировочный самолёт.
- Utva 75A — лёгкий четырёхместный самолёт общего назначения.

## Тактико-технические характеристики
Данные соответствуют модификации UTVA 75A21.
Источник данных: Vojska.net

Технические характеристики
- Экипаж: 2 (пилот и курсант)
- Длина: 7,11 м
- Размах крыла: 9,73 м
- Высота: 3,149 м
- Площадь крыла: 14,63 м²
- Масса пустого: 685 кг
- Нормальная взлётная масса: 960 кг
- Масса топлива во внутренних баках: 103 кг (+ 153 кг в 2×100 л ПТБ)
- Силовая установка: 1 × поршневый Textron Lycoming I0-360-B1F
- Мощность двигателей: 1 × 180 л. с. (1 × 134 кВт)

Лётные характеристики
- Максимальная скорость: 215 км/ч
- Крейсерская скорость: 185 км/ч
- Экономичная скорость: 165 км/ч
- Скорость сваливания: 82 км/ч
- Практическая дальность: 800 км
- Перегоночная дальность: 2000 км (с ПТБ)
- Практический потолок: 4000 м
- Скороподъёмность: 4,6 м/с
- Максимальная эксплуатационная перегрузка: +6/-3 g

Вооружение
- Точки подвески: 2
- Боевая нагрузка: 200 кг